# Antxón Gómez
Antxón Gómez (San Sebastián,1952) es un director artístico y diseñador de producción español. Su contacto con el mundo de la publicidad y el cine se inició a través de su afición por el coleccionismo. Aunque en el cine su primera colaboración fue en la película Tres por cuatro (1982) del director Manuel Iborra, su gran salto como director artístico se produjo de la mano del director y guionista de cine español, Bigas Luna, con el que trabajó en la película Huevos de oro (1993).
Destacan sus diseños de producción y dirección artística en las películas: Todo sobre mi madre (1999), Hable con ella (2002), La mala educación (2004), Los abrazos rotos (2009,) La piel que habito (2011), Los amantes pasajeros (2013), Julieta (2016), Dolor y gloria (2019) y Madres paralelas (2021); del director de cine, guionista y productor español, Pedro Almodóvar.

## Distinciones
- Premio Goya, (2009) a la mejor dirección artística por su trabajo en Che: el argentino (2008), (la primera parte de la vida del Che Guevara) dirigida por Steven Soderbergh.[4]
- Premio del Cine Europeo, (2019) a la mejor escenografía en la película Dolor y Gloria (2019).